# 스포트 (미국의 잡지)
《스포트》(Sport)는 미국의 스포츠 잡지이다. 뉴욕주 뉴욕에 근거지를 둔 맥패든 퍼블리케이션즈가 1946년 9월에 발행을 시작하였으며, 2000년 8월호를 마지막으로 폐간되었다.